# Temnos
Temnos, (en grec antic Τῆμνος, en grec eòlic Τᾶμνος) era una ciutat de l'Eòlida a l'Àsia menor, no gaire lluny del riu Hermos. Estava situada en un turó des del que es tenia una visió quasi completa dels territoris de Cime, Focea i Esmirna, segons diu Estrabó.
Pausànias deixa entendre que es trobava a la banda nord del riu Hermos, però no deu ser cert, ja que la situa després molt més al sud, i altres autors també. La ciutat ja havia decaigut molt en temps d'Estrabó, encara que sembla que mai va ser molt gran. Tàcit diu que la va afectar molt un terratrèmol que es va produir en temps de Tiberi, i Plini el Vell diu que al seu temps estava completament deshabitada. El famós retòric dels temps de Ciceró Hermàgores de Temnos va néixer allà.